# Kleptoplastie

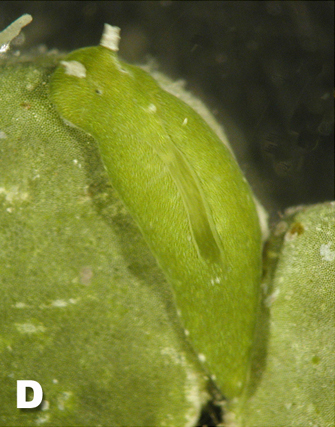
Elysia pusilla se nourrit sur l'algue Halimeda et incorpore ses chloroplastes

La kleptoplastie, ou kleptoplastidie,, est un phénomène symbiotique dans lequel des plastes d'algues, notamment des chloroplastes, sont acquis par d'autres organismes. L'algue est mangée, et sa digestion partielle laisse intacts les chloroplastes, qui sont intégrés à l’organisme consommateur. Celui-ci peut alors tirer parti de la photosynthèse dont les chloroplastes restent capables pendant un certain temps.
Le premier animal chez lequel la kleptoplastie a été découverte est une limace de mer, Elysia chlorotica.
La keptoplastie a également été observée chez deux espèces de vers plats marins de la famille des Provorticidae : Pogaina paranygulgus et Baicalellia solaris.